# 9.12水害

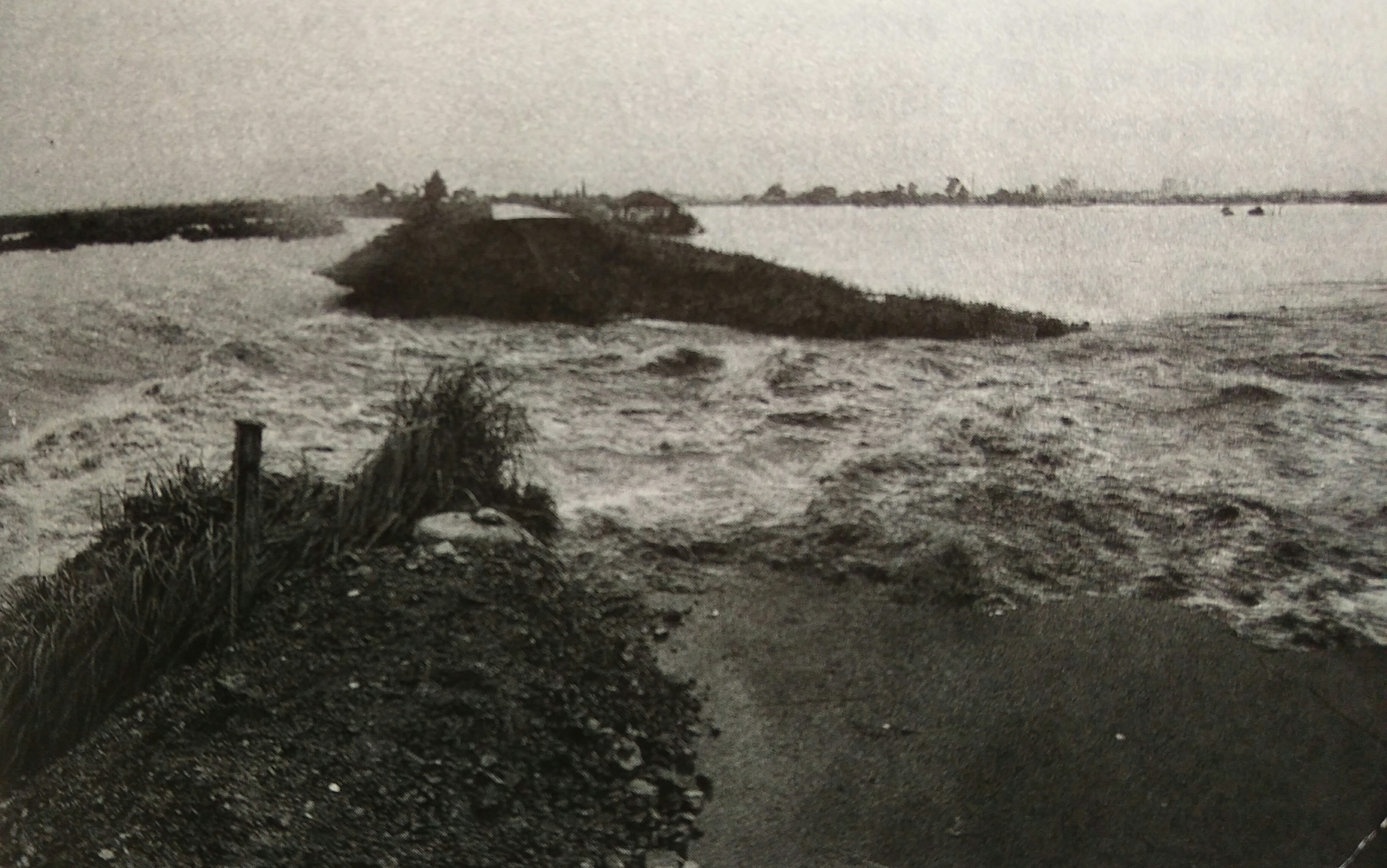
降り続いた雨で決壊した長良川の堤防(昭和51年9月12日の9.12災害)

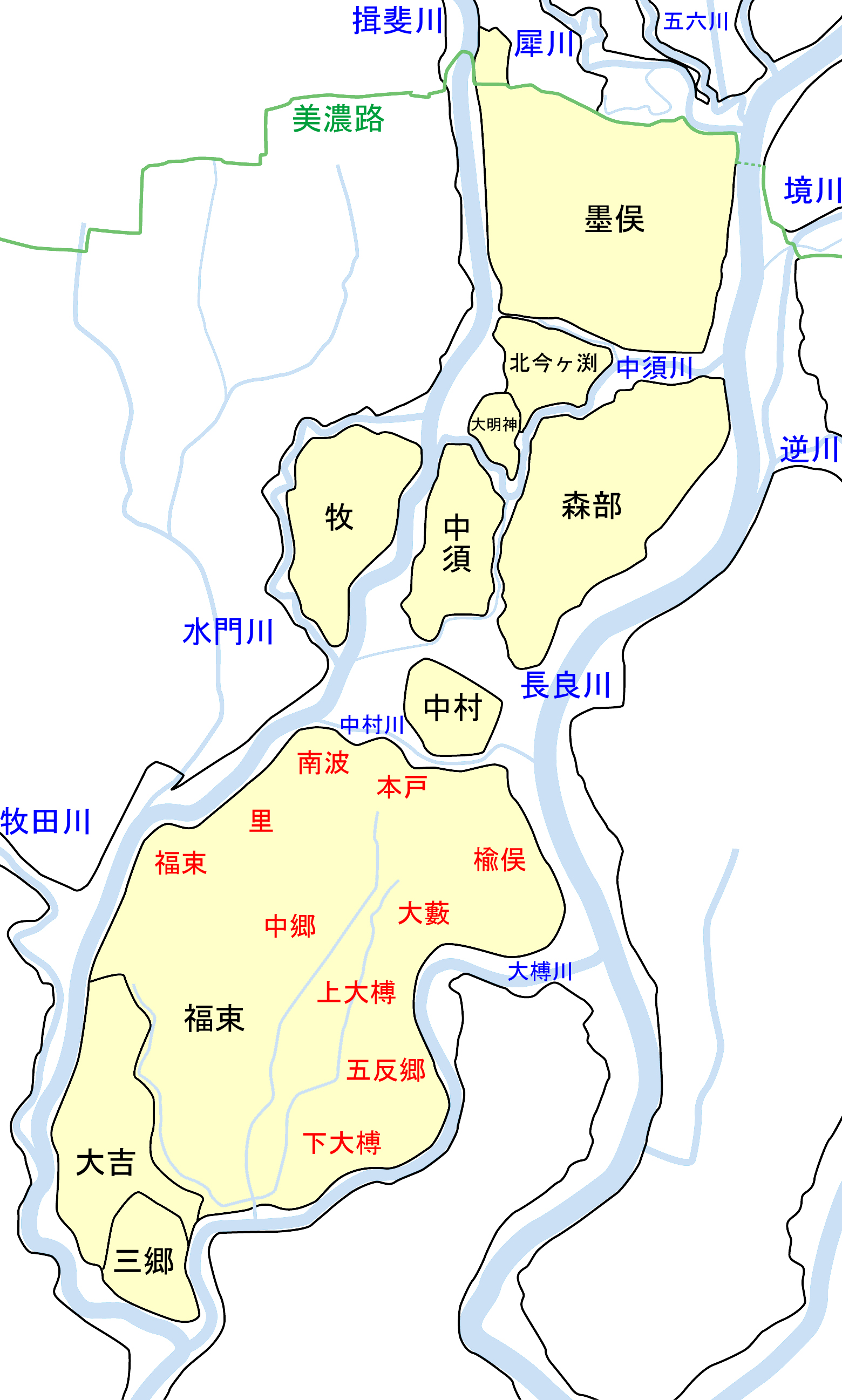
安八町・輪之内町周辺の木曽三川分流工事以前の状態。9.12水害時点では中須川・中村川は締め切られて墨俣輪中から福束輪中までが陸続きとなり、牧輪中は輪中内を揖斐川が通ったことで東西に分断されていた。福束・森部・墨俣・牧の4輪中は成立が早く、他の4輪中に比べて相対的に土地が低かった。

9.12水害（9.12すいがい）は、1976年（昭和51年）9月12日に岐阜県で発生した大規模な水害である。岐阜県安八郡安八町に長良川の決壊による被害が最も甚大であったため、その日付からこう呼ばれる。安八水害、9.12豪雨ともいう。
注意:市町村名は当時の自治体名で示す。

## 気象状況
1976年（昭和51年）9月7日より岐阜県内で降り始めた雨は、台風17号の影響を受け、9月8日～14日の降雨量は、長良川流域の大日岳1,175mm、八幡町（現郡上市）
1,091mm、美濃市840mm。揖斐川流域の樽見（根尾村（現本巣市）・根尾川）951mm、大垣市824mmという記録的な豪雨となった。

## 9月8日 - 11日
9月8日10時ころから降り始めた雨は大雨となり、15時30分に大雨、洪水注意報が発表され、23時30分に大雨、洪水警報に切り替えられた。この豪雨により、9月8日から美濃地方の岐阜、西濃の中小河川の氾濫、土砂崩れ、道路寸断が発生した。9日時点での岐阜県内の被害は、ケガ人3、家屋全壊2、同半壊2、床上浸水653、床下浸水4,711戸、山崩れ61、道路損壊17に及んだ（9月9日岐阜日日新聞夕刊による）。
9月9日、岐阜県は消防防災課に平野三郎県知事を本部長とする災害対策本部を設置した。また岐阜市、山県郡高富町が災害救助法の適用を受けた。17時20分に大雨、洪水注意報に切り替えられたが、夜半より再び大雨となり、21時40分大雨、洪水警報が発表された。10日午前中に雨は小康状態となり、13時40分大雨、洪水注意報の発表となったが、午後になって再び断続的な豪雨が続き、21時35分には大雨、洪水警報が発表になった。特に長良川の増水はすさまじく、9日午前9時には安八郡墨俣町で7.3mの水位を記録。10日には一旦下がった。
9月11日、中小河川の溢流、堤防の決壊、増水による孤立地区の発生など被害は更に拡大したため、8時30分、岐阜市からの要請にもとづき自衛隊に最初の災害派遣を要請し、守山駐屯地の陸上自衛隊第10師団が派遣された。さらに大垣市など1市2町1村に派遣され、人命救助、復旧作業を行った。この時点の岐阜県内の被害は、10市36町18村に及んだ。墨俣町の長良川の水位は、11日午後2時には再び7.15mの水位となった。岐阜市では忠節橋下流の鏡島地区が危険な状態となり、厳戒態勢が敷かれた。

## 9月12日
9月12日午前5時、墨俣町の長良川の水位は、7.14mと4回目のピークを迎えた。同日午前7時30分、安八郡安八町大森では長良川の堤防に亀裂が見つかり、直ちに補強工事が行われ、午前10時20分、作業を終える。数分後、堤防に地震のような振動が起こり、水防活動をしていた住民は不安に感じ直ちに堤防から避難した。そして、午前10時28分、安八郡安八町大森の東海道新幹線長良川橋梁下流300mの地点の長良川右岸の堤防が、約20mにわたって決壊した。水圧で決壊口は広がり、幅約80mに達した。
同日夕方までの浸水被害は1,200世帯に及んだ。また、安八町と下流の輪之内町との境にある輪中堤の十連坊堤では、輪之内町を守ることと、安八町内の水位と長良川の水位を同じにして濁流を止めようとするために、堤防の閉め切り作業が行われた。このため、こんどは行き場を失った水は逆流を始め、上流域にあたる墨俣町に水が流れ、墨俣町全域も水没してしまった。
また、長良川の支流伊自良川など5箇所においても堤防が決壊したほか、溢水、湛水が各地で起こり、岐阜市、大垣市、本巣郡穂積町、山県郡高富町、伊自良村などで浸水家屋が続出した。

## 9月13日
岐阜県は、13日までに4市12町1村の計17市町村に災害救助法を適用したほか、被災地の実情を考慮し、適用基準に達しない各務原市に対しても、これに準ずる県単独措置を講じ、救助活動に全力を挙げた。この時点での岐阜県内の避難所の設置開設数は359箇所、収容人員は延べ190,010人に達した。設置期間は安八町、墨俣町では13日間に及んだ。

## 被害状況
人的被害は、死者は岐阜市での5人をはじめ岐阜県内で8人。行方不明者は1人。重傷者6人。軽傷者16人に達した。岐阜県内の床上浸水は24,209件、床下浸水は51,276件に達した。特に安八町と墨俣町の被害はひどく、床上浸水は各1,744件、1,190件。床下浸水は各366件、152件に及んだ。
被害が大きかったのは、岐阜市、大垣市、美濃市、安八郡安八町、墨俣町、本巣郡穂積町、山県郡高富町、美山町、伊自良村であった。被害のあった市町村は、当時の岐阜県内の100市町村のうち、長良川、揖斐川流域、木曽川中流～下流域、飛騨地方を中心に74市町村に及んだという。
安八町内では森部輪中よりも輪中成立が遅かった中須輪中・北今ケ淵輪中などの地域は、相対的に土地が高かったため被害が少なかった。成立が早く土地が低い地域でも牧輪中では削られていた堤防跡に土のうや畳を積んで浸水を防ぎ、堤防が決壊した森部輪中の地域でも旧堤防の基底部分に位置していた集落は被害を免れていたが、墨俣輪中においては南側の堤防が廃堤となっていたため侵入する水を食い止めることができず被害が拡大していた。

## その他
- 安八町と下流の輪之内町との境にある旧福束輪中北側の輪中堤であった十連坊堤で堤防の閉め切り作業が行われたため、下流の輪之内町や海津郡（現・海津市）の被害が最小限度となった。このことから、当時は邪魔になるということで撤去が進められていた「輪中堤」の有効性が再評価されたという。
- 十連坊堤で堤防の閉め切り作業は安八町内の水位と長良川の水位を同じにして濁流を止めようとするためであったが、このため上流の墨俣町に被害が及んでしまった。当時は連絡が混乱していたため、本当に十連坊堤で堤防の閉め切り作業の指示が出ていたのかがはっきりしていなかったという。そのことから、一時期問題となったという。現在は、岐阜県災害対策本部が指示したとされている。
- 岐阜県からの要請に伴い第10師団が出動。また習志野駐屯地からはヘリコプター（V-107）11機が派遣されて救助活動を行った[6]。
- 24年後の2000年の同日、濃尾地方に東海豪雨が発生した。